# Andrey Amador
Andrey Amador Bikkazakova (født 29. august 1986) er en forhenværende professionel landevejscykelrytter fra Costa Rica, der senest kørte for UCI World Tour-holdet EF Education-EasyPost.

## Resultater

### Tidslinje over Grand Tour generel klassification
| Grand Tour      | 2010 | 2011 | 2012 | 2013 | 2014 | 2015 | 2016 | 2017 |
| --------------- | ---- | ---- | ---- | ---- | ---- | ---- | ---- | ---- |
| Giro d'Italia   | 41   | —    | 29   | —    | 110  | 4    | 8    | 18   |
| Tour de France  | —    | 166  | —    | 54   | —    | —    | —    | —    |
| Vuelta a España | —    | —    | —    | —    | 30   | 40   | —    | —    |

| —   | Deltog ikke      |
| DNF | Gennemførte ikke |